# دووگیه (شهرستان سانوک)
دووگیه (به لهستانی:  Długie) یک روستا در لهستان است که در گمینا زارشن واقع شده‌است. دووگیه ۲٬۶۰۰ نفر جمعیت دارد.